# كواسو آل مونتي

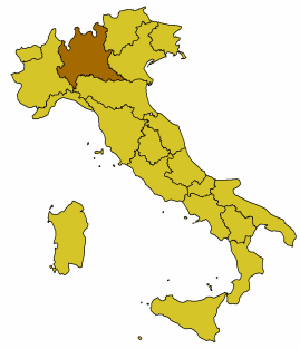
خريطة تبين موقع بلدية كوازو ألمونتي

كوَاسـّو آل مونتي (بالإيطالية: Cuasso al Monte) هي بلدة في مقاطعة فاريزي على شاطئ لاغو دي لوغانو في إيطاليا مقابل سويسرا، يبلغ تعدادها السكاني 3.411 ساكن (إحصائيات نهاية عام 2007).

## السكان
في سنة 1861 بلغ عدد السكان 1٬528 نسمة، وتطور العدد ليصل في سنة 2011 لـ 3٬604 نسمة.
يظهر هذا المخطط البياني تطور النمو السكاني لـ كواسو آل مونتي